# Culex bisulcatus
Culex bisulcatus är en tvåvingeart som först beskrevs av Daniel William Coquillett 1905.  Culex bisulcatus ingår i släktet Culex och familjen stickmyggor. Inga underarter finns listade i Catalogue of Life.